# Frihavn
En frihavn (også internationalt betegnet, fra sp., porto franco) er et havneanlæg, der i toldmæssig henseende betragtes som »udland«. Selve havnen med tilliggende landarealer, pakhuse og industrielle virksomheder opfattes som liggende uden for det almindelige toldområde og er undergivet særlige retsregler. I frihavnen kan skibe losse og lade uden toldkontrol, og de dertil fra udlandet indførte varer kan oplægges, sorteres, forarbejdes og atter udføres til udlandet uden erlæggelse af toldafgifter. Afgiftspligten indtræder først, når varerne passerer frihavnens grænselinjer for at indgå i toldindlandet. Ved indførslen fra frihavnen til toldterritoriet er varerne underkastede de efter den almindelige toldtarif til enhver tid gældende bestemmelser. Frihavnens karakter af toldudland viser sig også deri, at kreditoplags- og godtgørelsesvarer kan udføres fra toldindlandet til frihavnen mod afskrivning i kreditoplaget eller toldgodtgørelse i samme omfang som ved udførsel til udlandet.
Toldlovgivningen har andre institutioner til lettelse for handelen, særlig kreditoplaget, transitoplaget og i enkelte byer frilageret, men frihavnen yder dog i toldmæssig henseende langt større frihed. 

## Andre havneanlæg, der betragtes som"udland"

### Kreditoplaget
Tager en handlende således en vare på sit kreditoplag, har han ganske vist også der fri rådighed over varen, men han hæfter fra varens hjemtagelse for toldafgiften, der kun er krediteret så længe varen henligger på oplaget, og hans konto i toldvæsenets bøger frigøres først, når afgiften er betalt, eller varen genudført af riget. Dertil kommer, at ikke alle fremmede varer kan tages på kreditoplag. 

### Frilageret
Endelig er vel frilageret, ligesom frihavnen, toldmæssig set, et stykke udland, hvor ejeren har fri adgang til sine varer, men pladsen er stærkt begrænset, da frilagrene findes i bygninger, hvor den enkelte lagerhaver kun kan leje et forholdsvis lille rum til sine varer, og hvor en større industriel virksomhed derfor vil være udelukket. Frilager er tilmed kun indrettet i København og nogle få større provinsbyer i landet. Omend kredit- og transitoplaget samt frilageret under det gældende toldsystem tjener til at lette og fremhjælpe handelen, skulle frihavnen dog i større udstrækning kunne fremme dette formål, særligt handelen på udlandet.

### Transitoplaget
På transitoplaget — som regel statens toldpakhus ved hvert toldsted — er ejerens rådighed over varen yderst begrænset, og han må betale pakhusleje under varens henliggen der.

## Frihavne i Danmark
Der fandtes tidligere en frilagerbygning i København. Af frihavne findes i Danmark kun Københavns Frihavn, der er oprettet i henhold til lov af 31. marts 1891 og udgør en del af Københavns Havn. Frihavnen med tilhørende landarealer skal efter denne lov "m. H. t. Told- og Produktionsafgift betragtes som Udland". Loven bestemmer tillige, at de på frihavnsterritoriet fremstillede produkter ved indførslen til dansk toldområde skal være underkastede de ifølge den almindelige toldtarif gældende bestemmelser.

## Frihavne i Europa
Den første frihavn blev oprettet 1547 i Livorno, der var stapelplads for handelen på Levanten. Derefter fulgte Genua 1595, Napoli 1633, Venedig 1661 og Messina 1732. I Frankrig var Marseille frihavn 1669-1792, og Østrig fik 1717 en frihavn i Trieste. Inden for det danske monarki blev Altona frihavn 1664, frihavne blev i Tyskland indrettede i Bremen 1824, Hamborg 1826, Lübeck 1833. Allerede 1868 tiltrådte dog Lübeck det tyske toldforbund, og 1888 fulgte Bremen og Hamburg efter, men dele af disse to byers havne er bevarede som frihavne. Freibezirke blev også indrettede andre steder, således 1898-99 ved Stettin og Neufahrwasser.
I England, hvor entrepôt-systemet tidligt blev udviklet, har der ikke eksisteret egentlige frihavne, derimod fandtes der i det britiske imperium frihavne enkelte steder, således i Hongkong og Singapore. Den eneste fuldstændige frihavn i Europa er i Gibraltar, indrettet 1706.
I Sverige var Marstrand en frihavn 1775-1794. Først 1907 gennemførtes en lov om adgangen til at oprette frihavnsanlæg, og der blev givet koncession på anlæg og drift af en frihavn i Malmö, som blev indviet i 1922. I Norge har der ikke fandtes nogle frihavne.